# Saint Élophe
Pour les articles homonymes, voir Élophe.

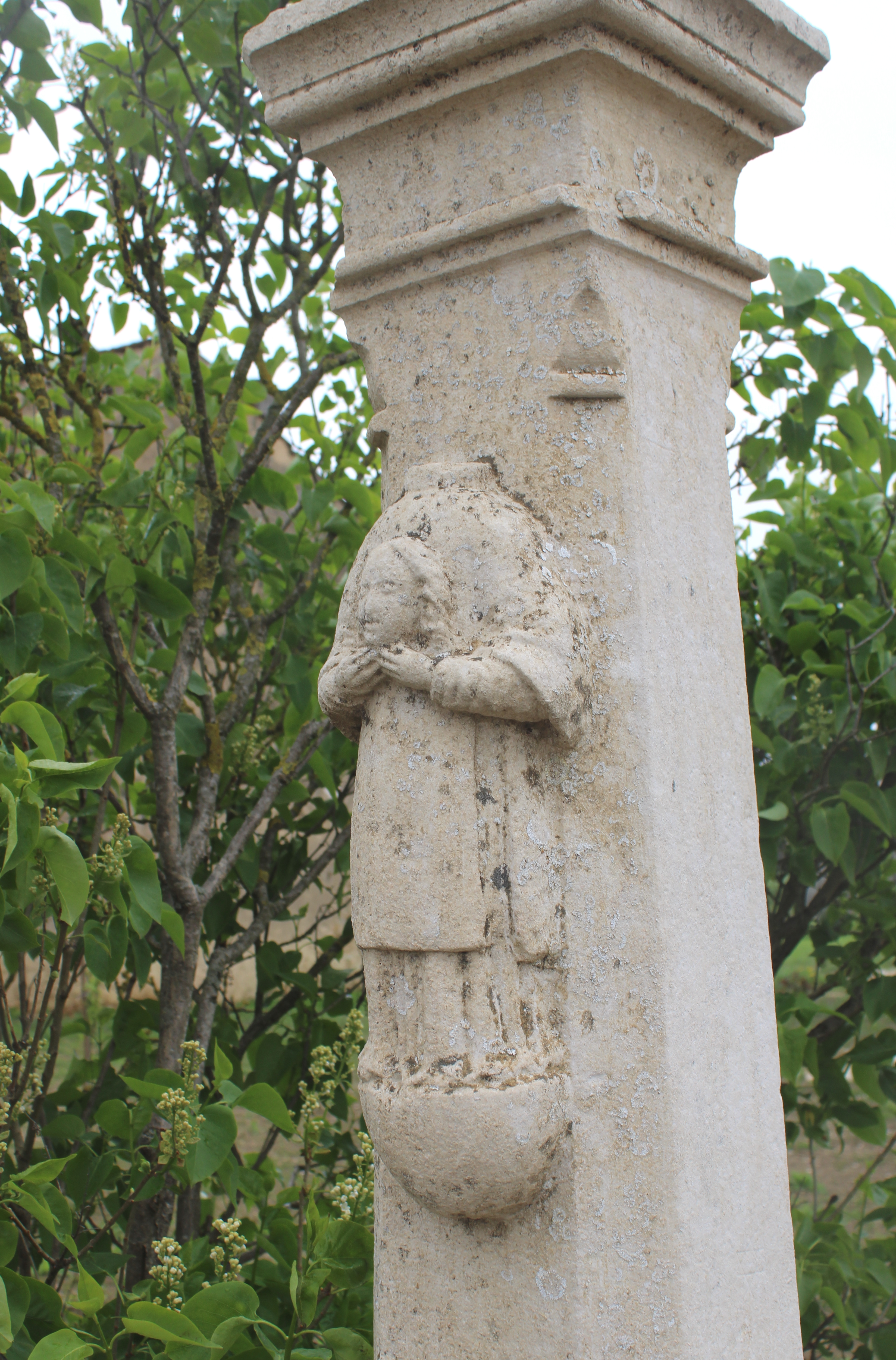
Sculpture de saint Élophe sur le calvaire de Punerot, Vosges.

Élophe (en latin Eliphius), parfois écrit en français Éloffe, Éliphe ou plus rarement Alophe est un saint lotharingien et lorrain, éponyme du village de Saint-Élophe où ce diacre aurait été enseveli, après avoir subi le martyre de la décapitation sur les bords du Vair le 16 octobre 362 à Solimariaca. La chapelle Sainte Epaïotte préserve sa mémoire, alors que cette chapelle était dédiée à l'origine à sainte Libaire, sœur d'Élophe. Élophe est qualifié de « saint Denis des Lorrains ».
Son culte dans le sud du diocèse de Toul, en particulier à Soulosse semble ancien. L'évêque de Toul, Gérard a exporté son culte à Cologne vers 963 avec une partie notoire de ses reliques. L'hagiographie de saint Élophe a été dûment écrite par Rupert, abbé de Tuitz-Deutz à Cologne en 1130. Le martyrologe romain le mentionne à la date du 16 octobre, situant son martyre à Cologne et en fait une victime de l'empereur Julien.

## Martyr chrétien duIVesiècle
Jacques de Voragine dans sa Légende dorée livre son hagiographie telle qu'elle est perçue à l'époque médiévale. Il est regardé comme le premier martyr lorrain.
Les martyrologes font passer l'empereur Julien pour le grand persécuteur des martyrs locaux de Lorraine au IVe siècle. Il se serait rendu à Grannum, aujourd'hui Grand, dans les Vosges. La visite de Julien, rapportée dans son hagiographie est probablement légendaire. Pourtant ni les persécutions attribuées à  Julien ou à Dioclétien (auxquelles renvoient d'autres textes) n'ont touché massivement les chrétientés de Gaule. Si Élophe a réellement connu, à date ancienne, une mort assimilable au martyre, il faut voir en lui une victime des violentes guerres intestines en Gaule septentrionale, voire des attaques franques ou alamanes, à moins qu'il n'ait été assassiné par de quelconques brigands.
Élophe n'apparaît clairement qu'à l'occasion d'une translation en l'an 964. À cette date, l'évêque de Toul, Gérard, donne la plus grande partie de ses reliques à saint Brunon, archevêque de Cologne, qui les dépose à la collégiale Saint-Martin de cette grande ville. Un certain culte du saint paraît s'y être organisé et c'est de là que vient sans doute l'erreur de localisation dans le martyrologe.
Une passion anonyme a été rédigée au XIe siècle, très probablement par un clerc du diocèse de Toul. Vers 1130, elle est reprise et amplifiée par Rupert de Deutz.
C'est l'hagiographe anonyme qui place le martyre sous l'empereur Julien, venu d'Italie, nous dit-il, exprès pour rétablir le culte des idoles en Gaule. Au pays des Leuques, il apprend l'existence d'une famille chrétienne de grande réputation : Élophe, son frère aîné saint Euchaire et leurs trois sœurs : sainte Menne, sainte Libaire et Suzanne. Un peu plus tard la Vie de sainte Menne ajoute deux sœurs de plus : Ode et Gontrude - et nous livrera le nom de leurs parents : Baccius et Litrude.
Julien commence par faire emprisonner trente-trois chrétiens (dont Élophe) qui sont miraculeusement délivrés. Élophe se rend à Toul pour assister à la mort de sa vieille mère Lientrude et pour l'enterrer à Remiremont, convertit à Toul 226 personnes puis revient à Grand où il prêche la foi catholique, en attaquant simultanément les païens et les juifs. Ces derniers vont se plaindre à Julien qui arrête le saint sur les bords du Vair, lui fait subir un interrogatoire et le somme de sacrifier aux idoles. Sur son refus obstiné et après de longues discussions, il le condamne à être décapité. Le supplice aurait eu lieu à Soulosse (l'ancienne Solimariaca de l'Itinéraire d'Antonin) et l'endroit en est encore marqué aujourd'hui par une chapelle au nom évocateur de «Sainte-Épéotte» où sainte Libaire fut décapitée selon la légende. Pour les Lorrains, cet oratoire est cependant dédié à Élophe.(voir infra)

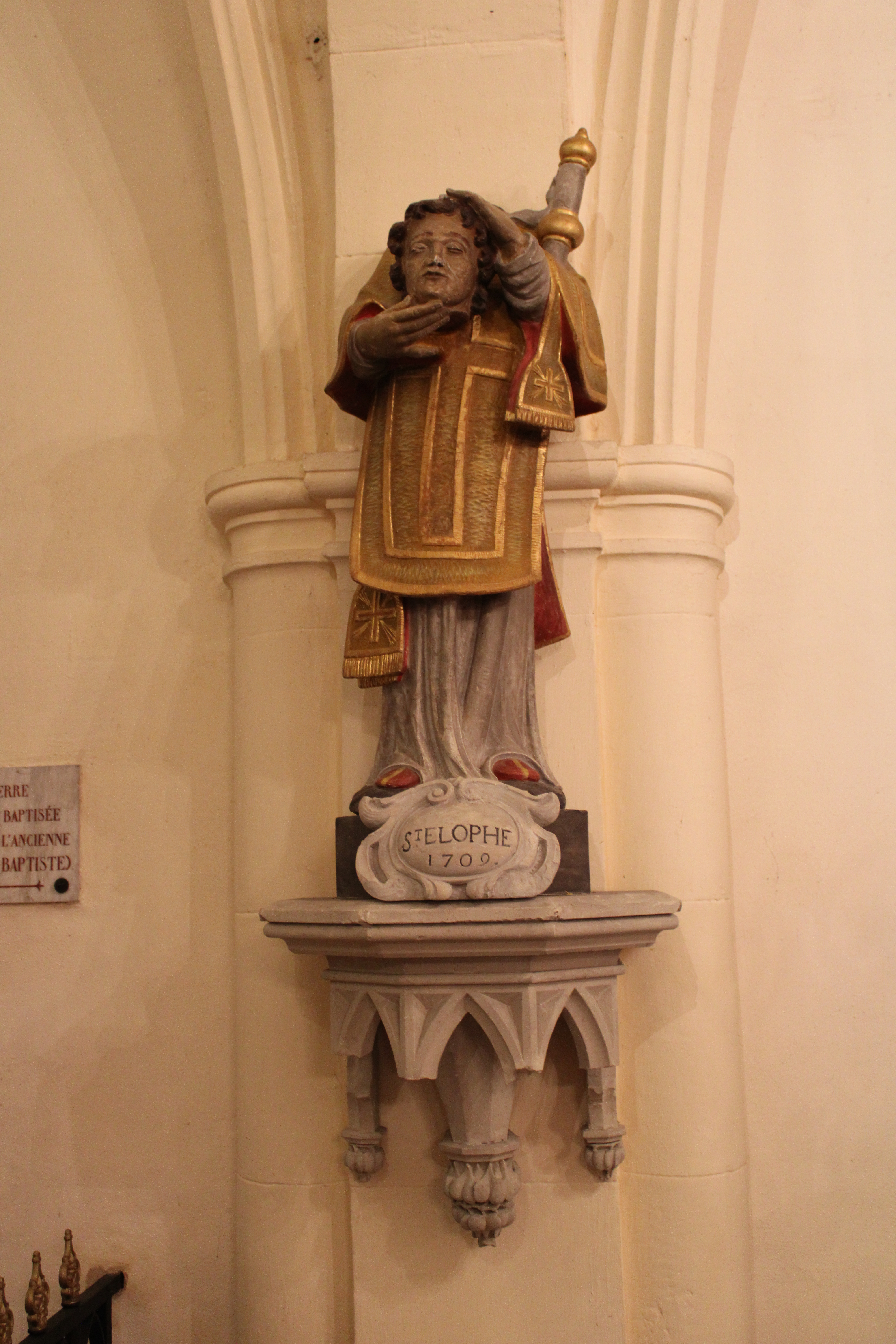
Statue de saint Élophe en bois polychrome datée de 1709 dans l'église de Domrémy-la-Pucelle.

L'histoire s'achève en céphalophorie : Élophe ramasse sa tête et la porte au sommet de la colline qui depuis a pris son nom. Il s'assied sur une pierre qui se creuse pour lui former un siège et, selon une version encore plus tardive de la légende, sa tête coupée prononce un dernier sermon. La légende  nous dit qu'il aurait marché sur mille pas, et qu'il aurait lavé sa tête dans l'eau d'une source avant de la porter. Une légende prête un fait analogue à Sainte Libaire, la sœur  d' Élophe qui se lave la tête couverte de sang  . Ce trait des céphalophories est suffisamment répandu pour qu'on puisse y voir autre chose que de simples coïncidences. « Tous les détails de cette légende ne sont donc pas fortuits, mais volontaires et placés à des fins apologétiques », selon Christian Montésinos, et il ajoute que  la décapitation alliée au lavage de la tête sont des allusions baptismales. La source , la fontaine, ou la rivière sont la marque d'un second baptême, conférant au saint des pouvoirs thaumaturgiques. Il y est enfin enseveli et une chapelle - future église paroissiale - est élevée sur son tombeau. C'est là qu'apparemment Gérard vient chercher au Xe siècle les restes du martyr pour les transférer à Cologne.
Les raisons de cette translation nous échappent. Toute raison politique n'en est peut-être pas absente, Brunon - Gérard, ancien cellerier de Saint-Pierre de Cologne lui doit sa nomination au trône épiscopal - paraissant avoir eu le dessein de renforcer systématiquement les liens entre les Églises lotharingiennes au sein de l'Empire.
Saint Élophe, à suivre son hagiographe, n'en est pas moins étroitement lié au diocèse de Toul et, plus précisément encore, à la région de Neufchâteau. C'est là que se groupent tous les saints locaux qu'il a réuni en une seule famille.
Saint Euchaire est honoré à Liverdun, sainte Libaire à Grand, sainte Menne à Poussay, Gondrude patronne l'église d'Hagnéville et Ode celle de Saint-Ouen-lès-Parey, toutes deux étant honorées avec leur sœur par le chapitre de Poussay. L'exception pourrait être Suzanne, morte dans le pagus Bleonensis en Champagne ; mais l'hagiographe anonyme l'associe à Memmie, évêque de Châlons et saint très vénéré qui avait un culte à Saint-Menge, un village proche dont le nom n'est qu'une variante de Memmie.
Comme elle se regroupe dans l'espace, la famille d'Élophe se regroupe dans le temps consacré : tous ont leur fête au mois d'octobre, sauf Ode dont on gardait souvenir le 16 février. Même la céphalophorie a été contagieuse : Euchaire et Libaire, tous deux morts décapités, ont, comme Élophe, porté leur tête jusqu'aux lieux qu'ils avaient choisis pour sépulture.
Comme le remarquent les bénédictins de Paris, il faudrait une connaissance approfondie des communautés de clercs de cette région aux IXe et Xe siècles pour comprendre où et dans quelles conditions s'est constitué ce cycle de légendes. Le thème de la céphalophorie, répandu dans tout le nord-est de la France, pourrait être inspiré des légendes de saint Denis, la grande abbaye royale étant largement possessionnée dans ces régions. Il peut aussi que ce soit l'inverse : le premier christianisme lotharingien ayant servi de modèle aux moines de Saint-Denis.

## Pèlerinages et cultes

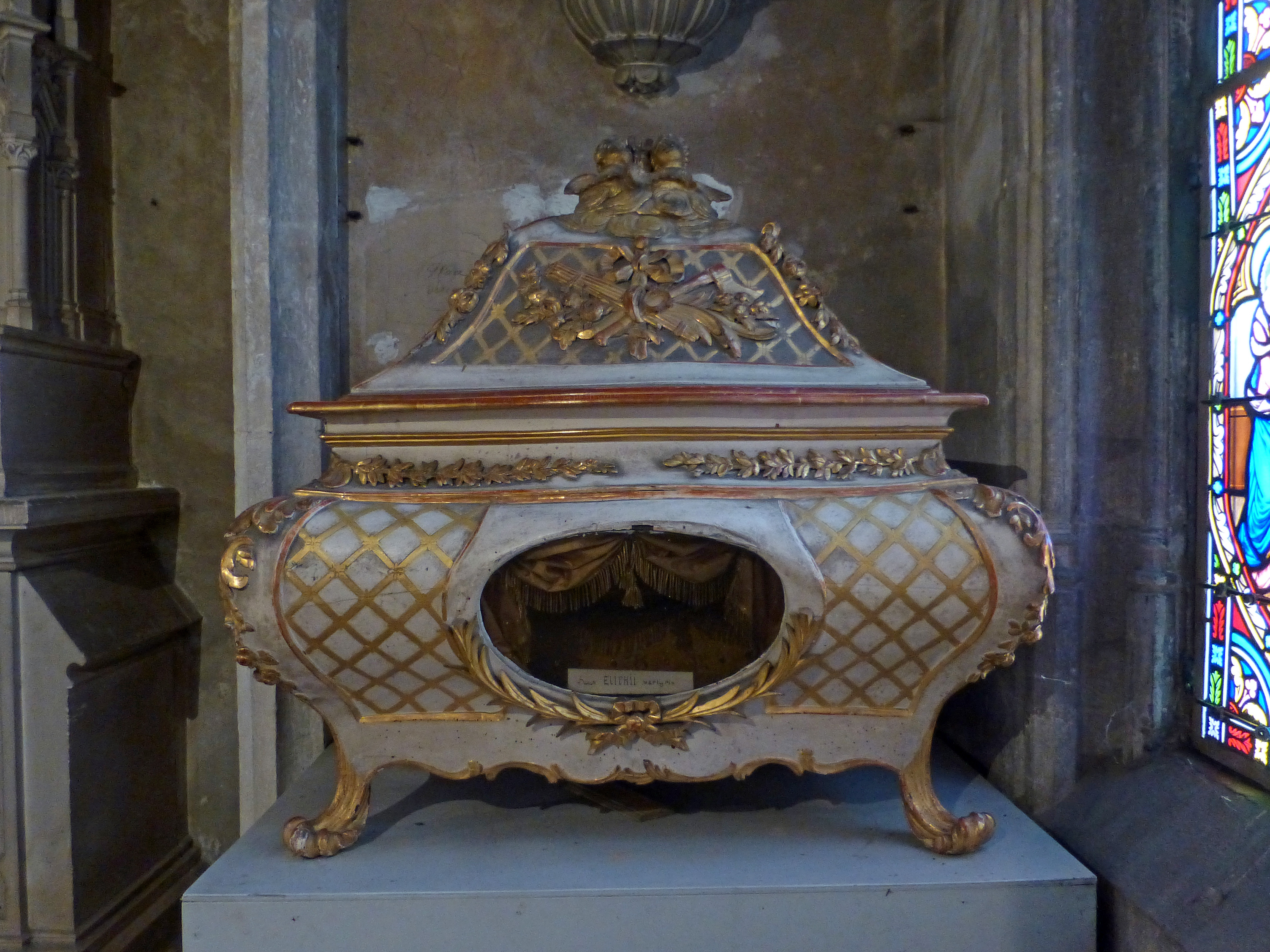
Inscription Sancti Eliphii Martyris (église Saint-Nicolas de Neufchâteau).

À Saint-Élophe même, le martyr était l'objet d'un pèlerinage encore très fréquenté au XIXe siècle. Le site a été saccagé au moins deux fois : en 1587 par les protestants, en 1633 par les Suédois, mais à chaque fois les reliques auraient été préservées. L'église possède toujours un sarcophage antique censé être son tombeau et une statuette vénérée qui remonte au XVIe siècle. Nous avons déjà signalé, dans la vallée, la chapelle de Sainte-Épéotte (ou Épéiotte), dont on avait fait tardivement une servante d'Éloffe, mais dont le nom ne rappelle que l'épée du martyre, comme les érudits anciens le reconnaissaient déjà. Entre ces deux points extrêmes, on pouvait retrouver les traces du martyre en suivant sa montée sur le plateau : un rocher qui se serait ouvert devant lui pour lui offrir un abri et un lieu de repos au cours de sa marche, une source qu'il aurait fait jaillir pour y laver sa tête… On allait à Saint-Éloffe pour guérir de la fièvre, mais surtout de la goutte et de la gravelle. le nominatif Sainte-Epéotte fait allusion à la décapitation de sainte Libaire, l'épée ou l'instrument du martyre étant sanctifiée par la mort du sainte ou de la sainte. En outre, l’épée dressée est regardée comme un signe d'allégeance A Dieu, alors que l'épée basse, pointée vers le sol est tournée vers les forces obscures. On retrouve les mêmes signifiants avec les flèches à l'époque médiévale. L'abbé Nicolas nous donne la clef de cette sainte Epiotte, épagnotte, en fait mots du patois lorrain désignant une passoire. Une statue de sainte Libaire avait été placée dans un petit oratoire. Elle montre sainte Libaire lavant sa tête à une source. Comme au cours du temps, la statue se dégrada, on eut de plus en plus de mal à distinguer une tête. Quand les souvenir de la statue d'origine s'effaça les gens de Soulosse pensaient que l'oratoire était dédié à une passoire (une passotte). La dévotion populaire rendit hommage à cette sainte Passoire... mais conservant sans s'en douter les reliquats étymologiques de l’Épée Haute.
Plusieurs églises et chapelles sont dédiées à Élophe dans les diocèses de Toul et de Trèves. L'église Saint-Nicolas de Neufchâteau prétendait détenir des reliques. Au-delà, son culte est peu répandu.
À Rampillon, l'église construite par les Templiers au XIIIe siècle lui est dédiée et une belle statue qui occupe le trumeau du portail le représente, jeune homme à la barbe soignée, en robe de diacre. Nous ne savons pas pourquoi son culte s'est répandu dans cette région de Brie.
Une statue de notre saint - un bois datant du XVIe siècle - se trouvait dans l'église Saint-Denis de Largny-sur-Automne (Aisne). Elle a malheureusement été volée en 1965 et on n'en a pas de photographie.
Dans le diocèse de Chartres, il a donné son nom au village de Saint-Éliph, dans le canton de La Loupe. On y voit une statue céphalophore du XVIIe siècle, en stuc peint et doré, de facture populaire, intégrée dans le maître-autel baroque. L'église toute proche de Vaupillon lui était autrefois dédiée. Là encore, aucun document ancien ne nous dit comment ce martyr lorrain a pu être honoré aux confins du comté du Perche.
Il faut néanmoins, dans ce cas, faire état d'une hypothèse intéressante bien que fragile. On trouve dans les anciennes listes épiscopales de Chartres une série d'évêques, localement non documentés, mais portant des noms d'évêques des régions de la Meuse (Verdun) et de la Moselle (Trèves). On a souvent pensé qu'il pourrait s'agir d'exilés qui, devant l'avancée franque en Rhénanie, se seraient repliés dans le Bassin parisien et dont l'un ou l'autre aurait pu occuper le siège de Chartres. Ces relations anciennes entre les Églises, si elles étaient avérées, pourraient expliquer la présence assez incompréhensible dans ce diocèse d'un saint Élophe qui, pour le coup, pourrait bien être un clerc tué dans le trouble des invasions et dont le souvenir aurait été apporté par ces émigrés.

## Remarque sur le nom Élophe
À l'instar d'Euchaire et de Libaire, il s'agit d'un nom gréco-romain. La racine proposée est έλλός faon ou agneau. Le grec έλλαΦος désigne l'animal sauvage cerf ou biche.
Les racines grecques s'approchent des racines alamanique (h)louf(h)an ou germanique hlaup, courir, sauter, (se) mouvoir, (se) jeter. Notons que le terme de marine lof semble indiquer la toile ou la partie de la voilure qui fait courir et avancer le vaisseau, qui propulse l'embarcation, ou encore le dialecte vosgien hhlape désigne différents mouvements concrets exprimant une course, tels que le jet, la tape, la frappe, le choc répété.
En automne, le déroulement rituel de la chasse au cerf était un privilège royal. L'animal est aussi une émanation du dieu celte cornu, qui symbolise par son port de chef, la richesse végétale, l'alternance et le renouvellement des saisons, le savoir de la vie naturelle. Les chrétiens primitifs semblent l'avoir réduit à un agneau divin et sacrificiel, toujours renaissant.